# Schistomitra funeralis
Schistomitra funeralis is een vlinder uit de familie van de Epicopeiidae. De wetenschappelijke naam van de soort is voor het eerst geldig gepubliceerd in 1881 door Butler.